# Olga Šikovec
Olga Šikovec (-Lucner), slovensko-hrvaška atletinja, * 17. januar 1933, Trbovlje.
Šikovčeva je za Jugoslavijo nastopila na Poletnih olimpijskih igrah 1960 v Rimu, kjer je nastopila v teku na 100 in 200 metrov. V teku na 100 metrov se je uvrstila v četrtfinale in tam v svoji skupini osvojila 5. mesto. V teku na 200 metrov je izpadla v kvalifikacijah, kjer je bila v svoji kvalifikacijski skupini peta. Leta 1966 je na evropskem dvoranskem prvenstvu osvojila srebrno medaljo v štafeti 4x1 krog.